# Etiopski bir
Etiopski bir, ISO 4217: ETB je službeno sredstvo plaćanja u Etiopiji. Označava se simbolom Br, a dijeli se na 100 santima. Bir je uveden 1855. godine.

U optjecaju su kovanice od 1, 5, 10, 25, 50 santima, te 1 bir, i novčanice od 1, 5, 10, 50, 100 bira.

## Vanjske poveznice
- Novčanica Etiopija (Abenteuer Reisen - Bis ans Ende der Welt - Heiko Otto) (njem.) (engl.)